# Amalda utopica
Amalda utopica is een slakkensoort uit de familie van de Olividae. De wetenschappelijke naam van de soort is voor het eerst geldig gepubliceerd in 1987 door Ninomiya.